# 愛知駅
愛知駅（あいちえき）は、かつて愛知県名古屋市の関西本線上に設けられていた駅（廃駅）である。同線を建設した関西鉄道（私鉄）が、名古屋側のターミナル駅として設置したものである。

## 歴史
関西鉄道は元々、三重県・奈良県一帯における鉄道敷設を目的に設立され、現在の草津線に当たる路線を端緒にし、順次後の関西本線・片町線になる路線を開業させていった。
そして名古屋側においては当初、官設鉄道との接続を考慮して路線は名古屋駅に乗り入れる形が取られ、1895年（明治28年）に開業した。
だが、国有鉄道の駅を間借りする格好であったことから列車増発の支障となる上、関西鉄道では将来的に大阪と名古屋の二大都市間を結び、官設鉄道に対抗することを目論んでいたことから、新たに名古屋駅 - 蟹江駅（現在では八田駅）間へ独自のターミナル駅を設置することになった。これが愛知駅で、1896年（明治29年）に現在の名古屋車両区のあたりに新設された。
駅舎は、時計台もついた洋館造りの立派なもので、その姿は名古屋駅よりも壮大なものとなり、正に関西鉄道のターミナル駅としてふさわしいものであった。同社は1898年（明治31年）に名阪間の新ルートを完成させて急行列車を新設し、いよいよ官設鉄道と対立する姿勢を見せていくが、当駅は正にそのような時代の関西鉄道を象徴する存在となった。
しかし、1907年（明治40年）に鉄道国有法に基づいて同社が国有化されると、名古屋駅から極端に近い位置にあった当駅の意義は皆無となり、1909年（明治42年）に廃止された。廃止後は名古屋駅の一部とされ、特約貨物の取り扱いが行われた。
なお愛知駅の駅舎は、ドーマー窓などの派手な装飾を外した上で、1913年（大正2年）7月より岐阜駅の駅舎として用いるために移設された。これは、太平洋戦争末期の岐阜空襲で焼失するまで用いられた。

### 年表
- 1896年（明治29年）7月3日：設置[2]。
- 1898年（明治31年）11月18日：名古屋 - 愛知 - 網島（大阪）間に急行列車を新設。
- 1907年（明治40年）10月1日：国有化。
- 1909年（明治42年）6月1日：廃止[1]。

## 隣の駅
鉄道院
関西線
名古屋駅 - 愛知駅 - 蟹江駅